# Puig Llobregat
El Puig Llobregat és una muntanya de 925 metres que es troba entre els municipis de la Jonquera, a la comarca de l'Alt Empordà i França.